# Computerrollenspel
Een computerrollenspel (Engels: computer role-playing game, kortweg rollenspel, CRPG of RPG) is een computerspelgenre. Kenmerkend voor RPG's is dat de speler in de huid kruipt van één personage of een groep personages (party), en dat de ontwikkeling van die personages een essentieel onderdeel van het spel is.
De oorspronkelijke RPG's leunden sterk op de roleplaying gezelschapsspellen, met name op Dungeons & Dragons. Deze spellen zijn oorspronkelijk geïnspireerd door verschillende genres fantasy, met name 'sword and sorcery' en in minder mate de boekenserie The Lord of the Rings (In de ban van de ring), geschreven door J.R.R. Tolkien. Een van de eerste varianten voor de computer was Rogue uit 1980.
Het scenario is meestal een strijd tussen "goed en kwaad" waarbij de speler met zijn personage(s) het kwaad moet verslaan. Dat betekent een voortdurende confrontatie met tegenstanders (monsters) die met wapens of magie verslagen moeten worden, en ook het vinden van één of meerdere objecten die daarvoor onontbeerlijk zijn. In sommige gevallen betekent dat ook het oplossen van puzzels.
RPG's onderscheiden zich op twee belangrijke punten van avonturenspellen: ontwikkeling van het personage is essentieel en het spel is vaak niet-lineair. Dat laatste betekent dat er geen vaste volgorde van de opdrachten in het spel is.
RPG's zelf kunnen weer worden onderscheiden in westerse RPG's en Oosterse of Japanse RPG's (jRPG's). Westerse RPG's hebben over het algemeen een minder lineair spelverloop en bieden vooral de mogelijkheid het personage en/of de vaardigheden te kiezen. Hierna kan men in principe vrij door de speelwereld reizen en opdrachten doen, hoewel er vaak wel zekere een volgorde is omdat men bijvoorbeeld pas een kwaadaardige tovenaar kan verslaan na het stelen van een artifact. Een typisch voorbeeld van een Westerse RPG is de Fallout serie. Oosterse RPG's zijn daarentegen lineairder. Men kan de personages en de vaardigheden niet of nauwelijks zelf beïnvloeden, en de opdrachten moeten in een bepaalde volgorde worden afgewerkt. Pas in de eindfase kan de speler zich vrijelijk door de speelwereld bewegen met bijvoorbeeld een luchtschip, waarna hij naar keuze een aantal (deels verborgen) eindopdrachten kan afwerken. De grafische uitwerking is vaak gebaseerd op Japanse manga. Een typisch voorbeeld hiervan is de Final Fantasy reeks.
Veel moderne computerspellen combineren elementen uit RPG's met elementen uit andere genres.

## Ontwikkeling van het personage
Een CRPG begint meestal met het aanmaken van de personages. Hierbij kan gekozen worden uit een ras en een klasse. Het ras van het personage is onveranderlijk, de klasse kan (afhankelijk van het spel) soms veranderd worden. De mogelijke rassen verschillen per spel, maar een aantal rassen worden veel gebruikt:
- Elf, geprefereerd wapen is de boog, heeft magische eigenschappen.
- Dwerg, een sterke vechter
- Mens, niet gespecialiseerd, kan overal goed in worden

Daarnaast bieden spellen meestal hun eigen fantasierassen en kruisingen.
De meest gebruikte stereotiepe basisklassen zijn:
- Strijder (fighter), sterk en goed met wapens, maar kan geen magie gebruiken.
- Boogschutter (archer), behendig met boog, heeft magie waarbij hij pijl-en-boog gebruikt.
- Priester (priest), helende en defensieve magie, vaak gelimiteerd qua wapenkeus.
- Tovenaar (mage), aanvallende magie (bijvoorbeeld de vuurbal), maar fysiek erg kwetsbaar.
- Dief (thief), de lenige sluiper, handig met messen en goed in het openen van sloten.

De meeste spellen breiden deze keuze uit met combinaties of specialisaties. Bijvoorbeeld de Ninja die zowel eigenschappen van de Vechter als van de Dief heeft of de Samoerai die een vechter is gespecialiseerd in zwaarden en soms ook kan beschikken over aanvallende magie.
Het personage of de groep personages waarmee wordt gespeeld, moet aan het begin van het spel worden gecreëerd. De keuzes die daarbij worden gemaakt, bepalen voor een belangrijk deel de strategie die tijdens het spel moet worden gehanteerd. Een standaardgroep bestaat echter uit personages die individueel uitblinken in bepaalde eigenschappen en gezamenlijk alle eigenschappen beheersen. RPG's zijn veelal zo gemaakt dat het spel met een anders samengestelde groep goed nogmaals kan worden gespeeld.
Elk personage heeft eigenschappen die in de loop van het spel kunnen verbeteren. De verbetering vindt plaats door het opdoen van ervaring of het winnen van een niveau (level). Veelgebruikte eigenschappen zijn:
- Kracht (strength) en behendigheid (dexterity), bepaalt onder andere hoe krachtig wapens kunnen worden gebruikt (en dus hoe veel schade ze aan vijanden toebrengen), en hoe goed het personage tegen fysieke aanvallen kan.
- Intelligentie (intelligence), bepaalt vooral hoe goed het personage magie kan gebruiken.
- Verdediging (defence), bepaalt hoe goed de verdediging van een speler is en in hoeverre een aanval dus hierdoor geabsorbeerd wordt.
- Lenigheid (agility), bepaalt onder andere hoe handig een personage is om fysieke aanvallen te ontwijken en om bijvoorbeeld sloten open te maken.
- Persoonlijkheid (personality), van belang hoe een persoon kan communiceren met non-playble characters (zie later).
- Geluk (luck), bepaalt hoeveel geluk het personage heeft. Hierbij moet worden bedacht dat in het spel bij elke gebeurtenis een virtuele dobbelsteen wordt geworpen om het resultaat van een actie te bepalen.

Elk spel heeft daarnaast zijn eigen lijst met eigenschappen waarin personages kunnen groeien: gebruik van vuurwapens, gebruik van zwaarden, gebruik van bijlen, gebruik van schilden etc.

## Eigenschappen en elementen
Zowel de speler als de vijanden kunnen bovendien verschillende soorten aanvallen uitvoeren, waar men goed of slecht tegen bestand kan zijn. Zo zal een ijsmonster bijvoorbeeld slecht bestand zijn tegen op vuur gebaseerde aanvallen. De speler kan bovendien beschermende uitrusting kopen tegen bepaalde aanvallen. Een harnas gebaseerd op vuur zal bijvoorbeeld vuur-aanvallen absorberen maar zwak zijn tegen water-aanvallen. Ook kan onderscheid worden gemaakt tussen fysieke en magische aanvallen, waarbij bijvoorbeeld een spook immuun is voor fysieke aanvallen, maar niet immuun is voor magische aanvallen. Voorbeelden van eigenschappen en elementen zijn:

### Fysiek
- Zwaarden
- Lansen en speren
- Bijlen
- Strijdknotsen
- Pijl-en-boog
- Vuurwapens

### Magisch / elementen
- Vuur
- IJs / Koude
- Bliksem / Elektriciteit
- Water
- Aarde
- Lucht / Wind
- Vergif
- Zwaartekracht
- Kwaad / Duisternis
- Goed / Heilig / Licht

## Status
De meeste RPGs kennen het begrip Status (staat). Dit is de conditie waarin het personage verkeert. Deze kan negatief of positief beïnvloed worden door (magische) aanvallen. Veelvoorkomende voorbeelden hiervan, in het Engels vaak aangeduid als status ailments, zijn:
- Poisoned (vergiftigd): het personage verliest iedere ronde een kleine hoeveelheid gezondheidspunten (health points of HP);
- Radiated (bestraald): het personage verliest HP en overlijdt tenzij de bestraling ongedaan kan worden gemaakt (deze ailment komt voor in de Fallout-reeks);
- Slow (langzaam): het personage kan aanvallen minder goed ontwijken en het duurt langer voor het aan de beurt is;
- Fast (snel): het personage kan aanvallen beter ontwijken en het duurt korter voor het aan de beurt is;
- Mute (stom): het personage kan geen magie gebruiken;
- Sleep (slaap): het personage valt in slaap en wordt volledig onbruikbaar tot het wakker wordt;
- Stone (steen): het personage verandert in steen en wordt volledig onbruikbaar;
- Death (dood) / Swoon (bewusteloos): het personage heeft 0 HP, is dood of bewusteloos en wordt volledig onbruikbaar. Als alle personages in deze toestand zijn is het game over. In de meeste RPG's kan het personage tot leven gewekt worden, maar in de Fallout-reeks is het personage echt dood en moet de speler zonder hem of haar verder.

## Uitrusting
De personages zijn aan het begin meestal voorzien van een minieme basisuitrusting die overeenkomt met hun klasse. In de loop van het spel kunnen er echter betere uitrustingsstukken worden gevonden of gekocht, een beter zwaard, een beter schild, een betere helm etc.

## Het element toeval
Toeval speelt een belangrijke rol in RPG's, het resultaat van de meeste acties is het gevolg van een statistische berekening, waarbij de eigenschappen van het personage samen met de eigenschappen van het onderwerp van de actie wordt omgezet in een kans op succes. Als een Vechter met zijn zwaard op een monster inhakt is het resultaat afhankelijk van een serie berekeningen:

- Is de slag raak? Dit hangt af van hoe goed de Vechter met zijn zwaard kan omgaan, hoe goed het zwaard is en hoe lenig het monster is.
- Wordt de slag verzwakt of zelfs geheel afgeweerd door de verdediging? Dit hangt af van de verdediging van het monster. Wanneer die erg hoog is betekent dit dus een schade van 0.
- Wordt de schade verder nog versterkt of verzwakt? Dit ligt aan de sterkte- en zwaktepunten van het monster, en aan de aanval.

Bij een RPG speelt elke deelnemer een bepaald personage. Al sinds de jaren 80 worden RPG ontwikkeld, voornamelijk in Japan. Sinds internet een grote vlucht heeft genomen, is het mogelijk om samen met andere spelers online RPG te spelen.
Er is de laatste tijd ook een genre aan het bloeien, waarin de kracht van RPG en de kracht van real-time strategy samengebundeld worden.

## RPG als "play-by-post"-rollenspel
Er zijn ook roleplayinggames die als "play-by-post"-rollenspel op de computer via internet in daarvoor bestemde forums (play-by-forum) of via e-mail (play-by-email) worden gespeeld.
In principe lijkt deze variant op de RPG's zoals Dungeons & Dragons, maar er zijn kleine verschillen:
1. de characters spelen niet alleen mét elkaar, maar ook tégen elkaar;
2. het spelsysteem en de regels worden door de spelers zelf bepaald, waardoor er heel veel manieren zijn om het te spelen;
3. omdat het spel gespeeld wordt via internet, kan het voorkomen dat men speelt met mensen die men niet kent.

## MMORPG
MMORPG (Massive Multiplayer Online Role Playing Game) is sinds de jaren 90 een nieuw genre in de computergames industrie. MMORPG spellen speelt men met duizenden spelers tegelijk, met elkaar of tegen elkaar. Vaak zijn er verschillende servers waar men op kan spelen, omdat 1 server het aantal spelers niet aankan.
Het is in de meeste MMORPG's de bedoeling om zichzelf te bewapenen en zo de vijand (meestal monsters) te verslaan in een gevecht. Het eigen personage (Engels: character, het poppetje waarmee men speelt in het spel) kan men zodanig aanpassen dat men de strategie waarvan men denkt dat die het beste is, het beste uit kan voeren.

### Basisprincipe van een MMORPG
Voor elk monster dat de speler verslaat krijgt hij ervaringspunten. Als hij genoeg ervaring hebt opgedaan, stijgt hij in level. Hoe hoger het bereikte level, hoe meer wapens en andere uitrustingen men tot zijn beschikking krijgt. Ook zijn er Stat Points (statuspunten) te verdienen. Deze punten worden gebruikt om bijvoorbeeld het HP (health points, levenspunten) te verhogen. 
Daarnaast zijn er nog SP (Skill Points, vaardigheidspunten). Deze punten kan men in zogeheten skills (vaardigheden) investeren. Skills kunnen ook verkregen worden door een nieuw level te bereiken. In veel computer role-playing games worden deze vaardigheden opgesplitst in bepaalde subcategorieën. Meestal vallen hier aanval, verdediging, genezing, vissen, jagen, delven, koken, houtkappen en magie onder. Hoe meer SP men in een vaardigheid stopt, hoe beter die vaardigheid wordt. Op level 1 kan men met die vaardigheid bijvoorbeeld 120% van de normale schade aanrichten, op level 10 kan dat opgelopen zijn tot wel 300% schade. 
Een andere manier om exp (expierence, ervaring) te krijgen is om Quests (opdrachten) te voltooien van (als het zich in een dorp afspeelt) de bewoners. Dit kan variëren van een aantal monsters buiten het dorp verslaan, tot bergen beklimmen om daar draken af te slachten. Na het voltooien van een Quest geeft de NPC (Non-Playble-Character, een virtueel mens bestuurd door een programma in het spel, geen speler dus) de speler als beloning ervaringspunten of items (voorwerpen).

### GvG en PvP
Binnen het genre van RPG wordt onderscheid gemaakt tussen GvG en PvP. PvP (Player Versus Player), is een wedstrijd waarin spelers het tegen elkaar opnemen in een episch gevecht om roem en glorie. De speler krijgt in een MMORPG de mogelijkheid om zogeheten Guilds (bondgenootschappen) te joinen (zich erbij te voegen). GvG staat dus voor Guild Versus Guild. Hierin neemt men het niet tegen 1 speler op, maar tegen een hele groep. De spelers staat er echter niet alleen voor. Zijn Guild zal alles doen om te winnen. Iedereen is klaar voor een episch gevecht op leven en dood. Hoewel, niet echt dood, want wie sterft, spawnt (herleeft) weer buiten de arena. Pas als iedereen van één Guild is uitgeschakeld, is er een winnaar.